# Суворове (Бахчисарайський район)
Суво́рове (до 1948 року — Аранчи́, крим. Arançı) — село в Україні, у Бахчисарайському районі Автономної Республіки Крим. Підпорядковане Тінистівській сільській раді. Населення — 579 осіб.

## Сучасний стан
У селі Суворове 8 вулиць і провулок, за даними сільради, на 2009 рік, до села приписано 1416 гектарів угідь, 215 дворів і 590 жителів . У селі діють фельдшерсько-акушерський пункт і клуб. Суворове пов'язане автобусним сполученням з Бахчисараєм, Севастополем і Сімферополем. В селі знаходиться братське кладовище радянських воїнів, загиблих при звільненні Аранчі в 1944 році.

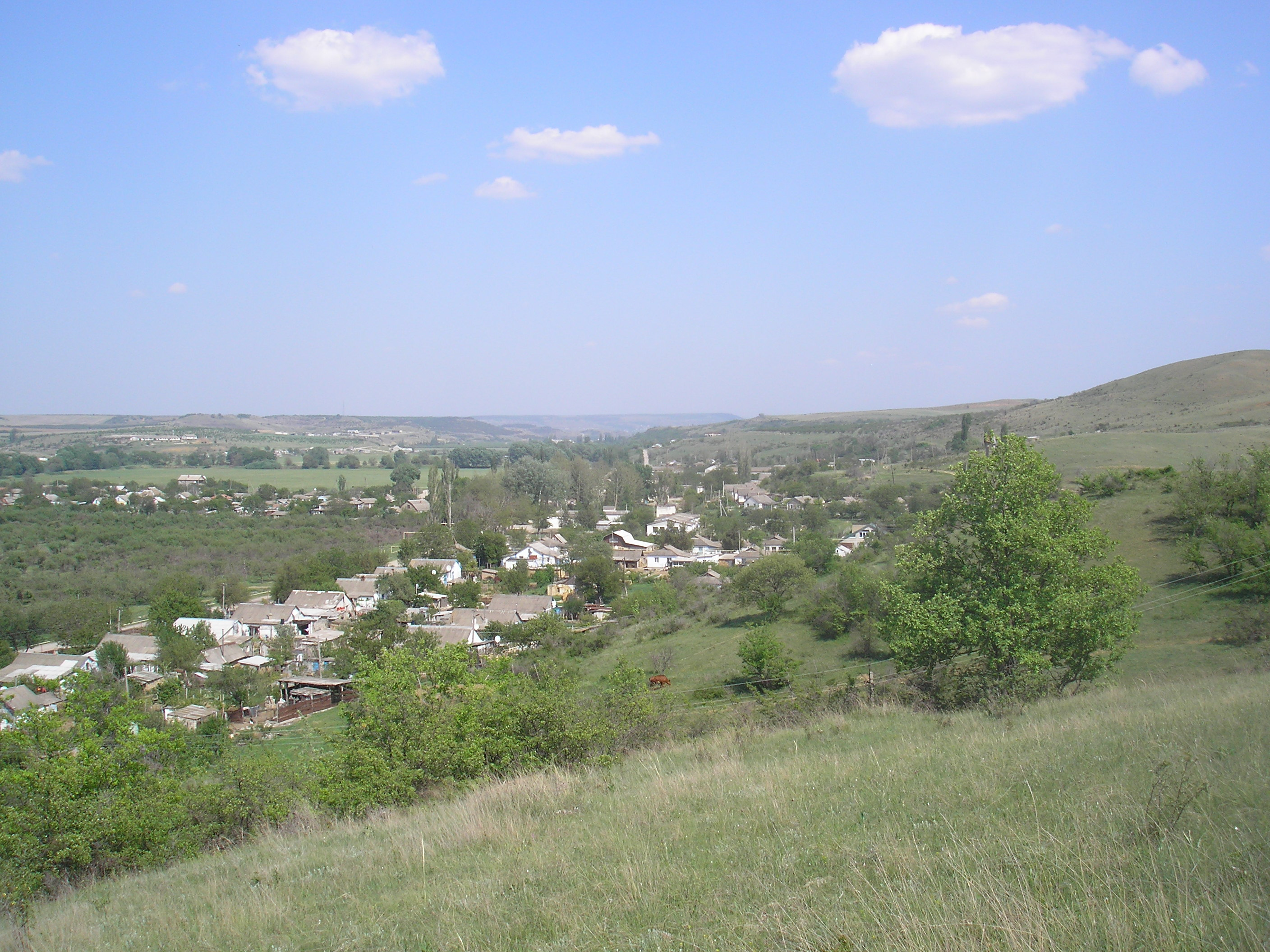
Вид на село

## Географія
Суворове знаходяться на північоному заході району, на лівому березі річки Кача в її нижній течії, висота центру села над рівнем моря 25 м. Відстань до райцентру близько 24 кілометрів, але село більш тяжіє до Севастополя, так як наступний по долині населений пункт — Вишневе, за 1 кілометр (адміністративно вже Севастопольська міськрада), за 6 кілометрів, на узбережжі Каркінітської затоки, севастопольське курортне селище Орлівка. Інше сусіднє село — Айвове — за 300 м вище по долині.
Найближча залізнична станція Мекензієві гори знаходиться за 18 км від села.

## Історія
Село Аранчи вперше згадується в кадіаскерських дефтері (судових справах) часів Кримського ханства, з яких випливає (без згадки дати), що джемаат села Аранчі виступав як самостійна юридична особа.
В камеральному Описі Криму 1784 року село Аранджи в останній період Кримського ханства входило в Качи Беш Пареси кадилик Бахчисарайського каймакамства. Після анексії Криму Російською імперією (8) 19 квітня 1783 , (8) 19 лютого 1784, іменним указом Катерини II сенату, на території колишнього Кримського Ханства була утворена Таврійська область і село було приписане до Сімферопольському повіту. Після Павловських реформ, з 1796 по 1802 рік, входило в Акмечетський повіт Новоросійської губернії. За новим адміністративним поділом, після створення 8 (20) жовтня 1802 Таврійської губернії , Аранчи були приписані до Актачинської волості Сімферопольського повіту.

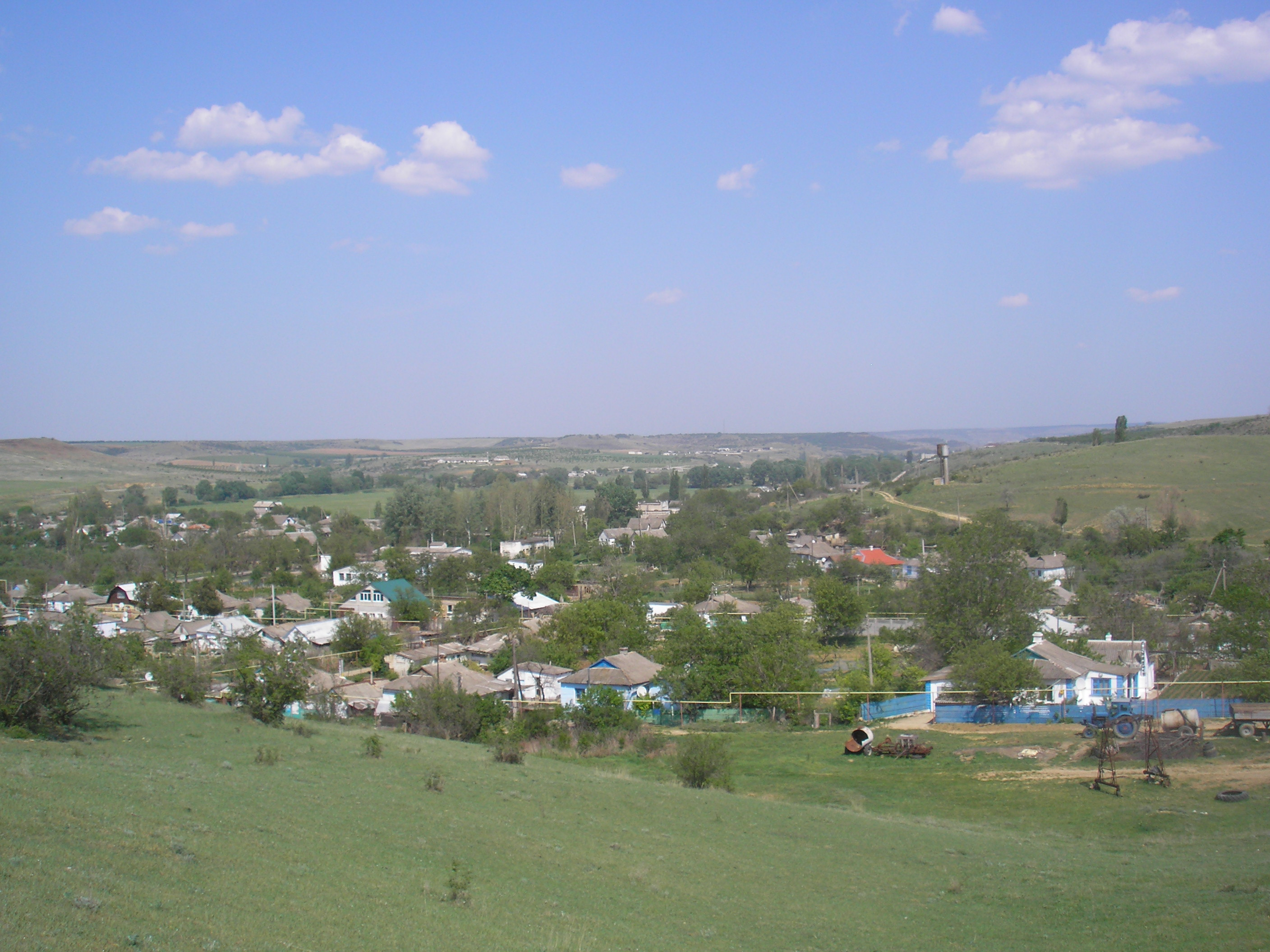

Станом на 1886 рік селі Аранчи Дуванкойської волості Сімферопольського повіту Таврійської губернії мешкало 182 особи, налічувалось 57 дворових господарств, існували православна церква, мечеть та 2 лавки.
Після встановлення в Криму Радянської влади, за постановою Кримревкома від 8 січня 1921 була скасована волосна система і село ввійшло до складу Бахчисарайського району Сімферопольського повіту, а в 1922 році повіти отримали назву округів. 11 жовтня 1923 року, згідно з постановою ВЦВК, в адміністративний поділ Кримської АРСР були внесені зміни, в результаті яких округу були скасовані і основний адміністративною одиницею став Бахчисарайський район і село включили до його складу. Згідно зі Списком населених пунктів Кримської АРСР по Всесоюзному перепису 17 грудня 1926 року, Аранчи було приписане до Ескі-Ельської сільради .
До початку німецько-радянскої війни населення Аранчи наближалася до тисячі. Під час оборони Севастополя 1941—1942 роки через село проходила перша лінія оборони — на території збереглися бетонні доти, побудовані захисниками міста. Село, перебуваючи на лінії фронту, постраждало сильно. А після визволення Криму від нацистів, 18 травня 1944, згідно з Постановою ДКО № 5859 від 11 травня 1944 р. всі кримські татари з Аранчи були депортовані в Центральну Азію, а в спорожнілі будинки завезли переселенців з Орловської і Брянської областей. З 25 червня 1946 року Аранчи в складі Кримської області РРФСР.
Указом Президії Верховної Ради РРФСР від 18 травня 1948, Аранчи було перейменоване в Суворове. 26 квітня 1954 року Кримська область була передана зі складу РРФСР до складу УРСР.
У 2023 році у проєкті Постанови Верховної Ради України «Про перейменування деяких населених пунктів Автономної Республіки Крим» село запропоновано перейменувати на Аранчи.